# 斯普拉遁3
《斯普拉遁3》（中国大陆又译作，台湾又译作）是任天堂於任天堂Switch推出的第三人稱射擊遊戲，於2022年9月9日在全球發售。
本作在2021年2月18日的任天堂直面會上首度公布，為斯普拉遁系列的第三作。本作首度支持中文，同時官方中文名被定為「斯普拉遁」。

## 玩法
玩家可以選擇魷魚或章魚的角色，並自由轉換成人類形態，穿上配有技能加乘碎片的衣著，以各種噴墨武器進行四对四联机為主，場地每兩小時輪替的對戰。遊戲亦不定期舉辦特殊活動「祭典」，分作日本、歐洲、美澳及港韓四個分區，以主題投票將所有玩家分成三邊對壘，以投票率、個人賽勝率及隊制賽勝率三項指標定勝負。
主要遊戲模式分為以下數種：
- 一般比賽 常規制對戰，八位隨機分成兩組的玩家，在三分鐘內為場內平地塗上自身顏色，結束後以所佔百分比定勝負。祭典期間將分為與平日相同但計算積分的個人挑戰賽，以及容許二至四人組隊參戰的隊制開放賽。
- 蠻頹比賽 分級制對戰，八位屬同一等級，隨機分成兩組的玩家在五分鐘內爭取一項賽制下的主導權，包括「真格區域」、「真格塔樓」、「真格魚虎對戰」和「真格蛤蜊」，以化整為100點的倒數計定勝負。對戰再分為「挑戰」及「開放」兩組，每一時段分別上演不同賽制的比賽。挑戰組需要押上一定比例積分，進行比賽直至得到五場勝利或三場落敗，按勝負結果和所得表揚計出一定倍數的積分。開放組則以逐場勝負計算較少量的得失積分，並容許二至四人組隊參戰。
- 三方奪寶對戰 本作新增模式。祭典進行一半時間後將公佈中期成績，並引入本賽制，讓兩隊落後方各二人跟領先方四人對壘，期間將有機制輔助人數較少的兩隊落後方增加塗地面積。結束後以任一落後方比對領先方的所佔百分比定勝負。 2023年2月進行更新，修改三方奪寶對戰機制，由原先兩隊落後方各二人跟領先方四人對壘更改為三方抽選兩隊二人進攻方跟一隊四人防守方對壘。

本作繼續設有單人模式「英雄模式」，為系列多年的世界觀作一次大型總結。本作亦繼續設有打工模式「鮭魚跑」，讓四人合作對抗電腦操控的三輪敵人攻勢，與及本作新增的頭目攻勢；更會不定期舉辦特殊活動「大型跑」，讓玩家在一般對戰場地遊玩打工模式。本作亦增加了附屬遊戲「占地鬥士」，讓玩家進行一對一的桌上卡片遊戲。

## 設定

### 故事背景
本作遊戲舞台為「蠻頹地區」，與前兩作處於「尚興地區」的兩個都市中心截然不同。周遭一片荒漠之中，其核心地帶「蠻頹鎮」的市中心有來自各種時代和文化的建築物混雜在其中，亦是人口密集地區，被稱為「混沌街道」，對應前作《斯普拉遁2》最終祭典的獲勝方關鍵字「混沌」。
很多新舊海洋物種在此聚集交流、和睦相處，其中主持全日電台直播的正是魷魚曼曼、章魚莎莎和鬼頭蝠鬼福三個不同種族組成的新晉偶像組合「魚漿幫」。他們更多的故事，就在魚乾司令和New! 噴嘴小隊三個成員前往邊陲地帶「幻界」調查之時，逐步跟12000年前開展的地球正史一同揭盅。鮭魚族群亦在數年間出現了極端的變化。維持敵對的鮭魚勢力，引發了更多超出所有人控制範圍的狀況。

## 开发
《斯普拉遁3》由任天堂企划制作本部第五组担任主力开发，Monolith Soft协力开发，Monolith此前也协助了系列前作的开发工作；此外SRD、万代南梦宫工作室在新加坡和马来西亚的分公司也参与了游戏开发。

## 反響

### 銷售
本作在日本於發售首三天銷售突破345萬份，為任天堂Switch遊戲及日本遊戲市場於日本首三天銷量第二高的作品，僅次於《寶可夢 朱／紫》的405萬份。
根据任天堂2024年财报，《斯普拉遁3》截至2024年3月底已在全球售出1196万份。